# HSBC Continental Europe
HSBC Continental Europe — дочерняя компания финансовой группы HSBC, работающая в 12 странах Европы. Штаб-квартира расположена в XVI округе Парижа.

## История
В 2000 году финансовая группа HSBC купила банк Crédit Commercial de France; на то время он был 6-м крупнейшим банком Франции. В 2005 году все отделения были переведены на бренд HSBC, а сам банк был переименован в HSBC France. После выхода Великобритании из ЕС, в 2020 году, группа HSBC решила реорганизовать свои европейские операции: филиалы в 12 странах Европы, включая Францию, были объединены в дочернюю компанию HSBC Continental Europe со штаб-квартирой в Париже. В 2021 году начались переговоры о продаже розничной банковской сети во Франции, её в 2024 году купила американская инвестиционная группа Cerberus Capital Management.
В 2023 году филиал в Греции был продан местному Pancreta Bank.

## Собственники и руководство
Компания HSBC Continental Europe полностью контролируется британским HSBC Bank plc, который, в свою очередь, является дочерней структурой HSBC Holdings.
Руководство:
- Жан Бёнардо (Jean Beunardeau, род. в 1962 году) — председатель совета директоров с 2021 года, в компании с 1997 года;
- Эндрю Уайлд (Andrew Wild, род. в 1970 году) — генеральный директор (CEO) с 2021 года, в HSBC с 2005 года.

## Деятельность
HSBC Continental Europe имеет филиалы в Бельгии, Германии, Ирландии, Испании, Италии, Люксембурге, Нидерландах, Польше, Чехии, Швеции, а также дочерние компании на Мальте (HSBC Bank Malta p.l.c.) и в Люксембурге (HSBC Private Bank (Luxembourg) S.A.). Обслуживает более 500 тыс. клиентов.
Подразделения компании по состоянию на 2024 год:
- глобальный банкинг и рынки — финансовые услуги государственным, корпоративным и институциональным клиентам, включая операции на фондовых рынках, финансовые консультации, финансирование слияний и поглощений, депозитарные и клиринговые услуги;
- коммерческий банкинг — финансовые услуги корпоративным клиентам (в первую очередь ТНК), включая кредитование и проведение международных денежных переводов;
- частный банкинг — услуги крупным частным клиентам, включая управление активами, страхование, банковские услуги.

Выручка компании за 2024 год составила 3,35 млрд евро, основными рынками были Франция (1,28 млрд евро), Германия (987 млн евро), Мальта (263 млн евро), Ирландия (177 млн евро), Люксембург (170 млн евро), Нидерланды (135 млн евро), Польша (94 млн евро), Испания (75 млн евро), Италия (50 млн евро), Бельгия (27 млн евро), Чехия (27 млн евро).
По состоянию на конец 2024 года активы составили 265 млрд евро, из них выданные кредиты — 51 млрд евро; принятые депозиты составили 97 млрд евро.

### Регионы деятельности

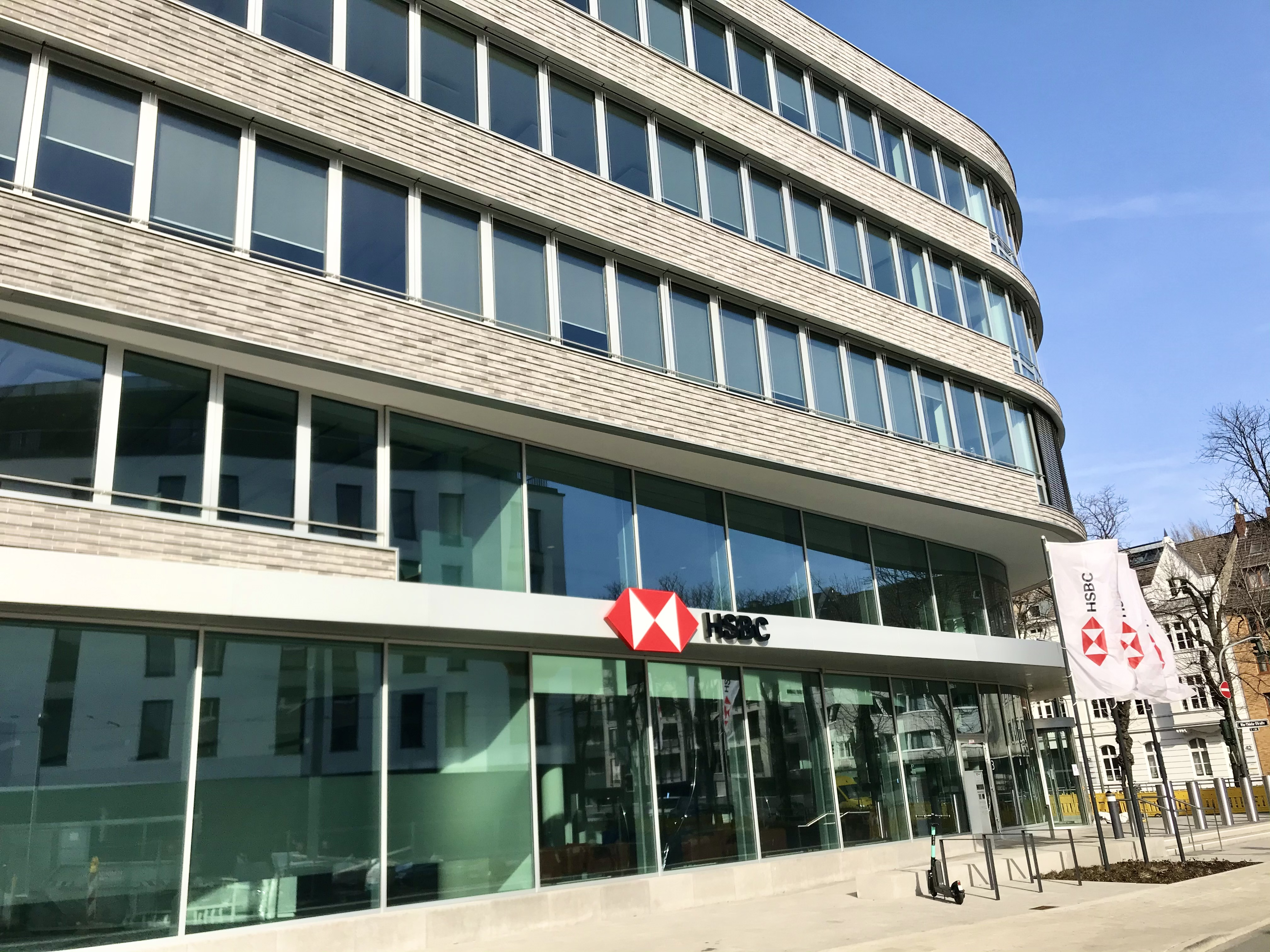
Офис HSBC в Германии

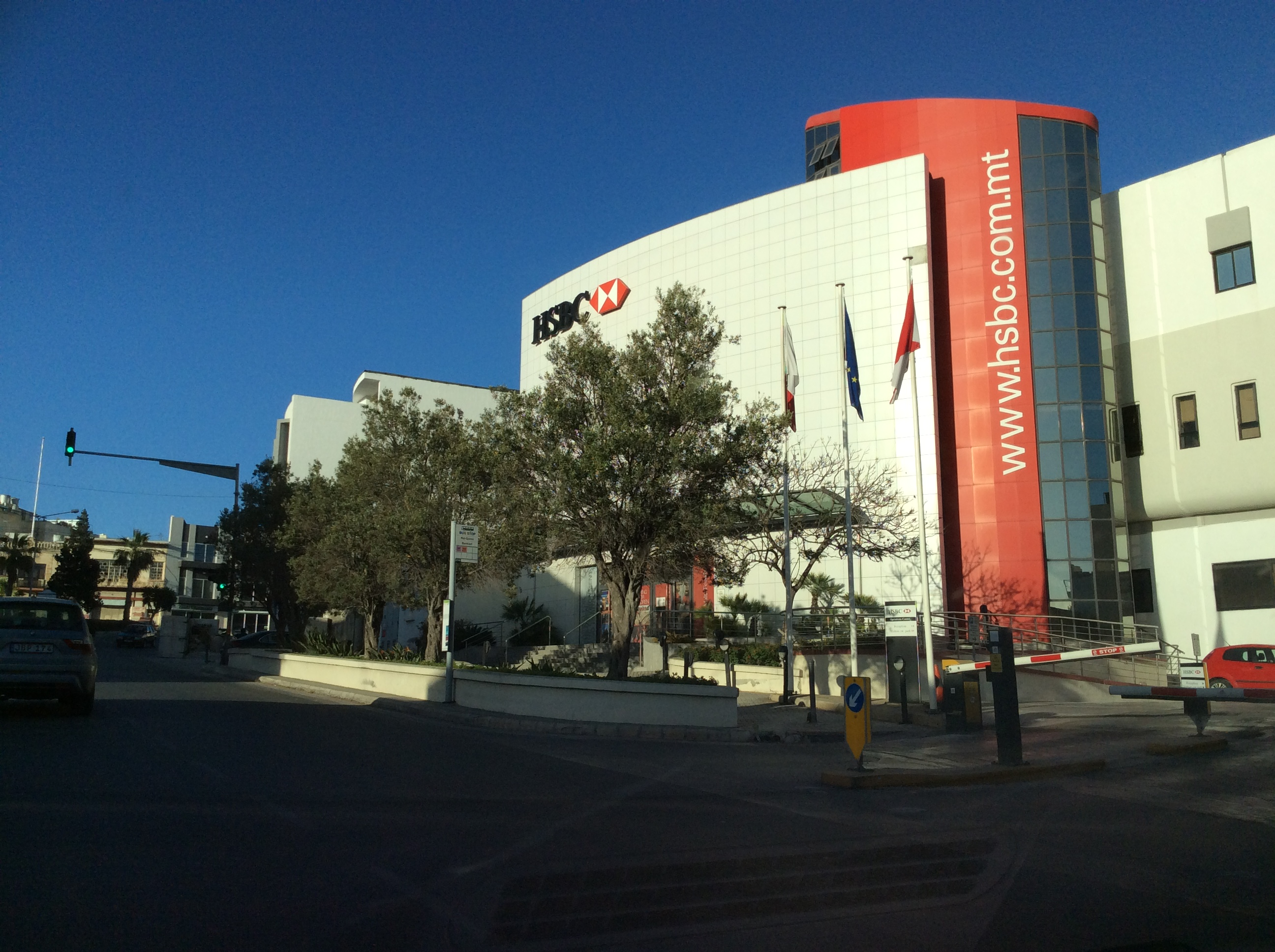
Офис HSBC на Мальте

Деятельность в Люксембурге была начата в 1977 году с создания HSBC Private Bank (Luxembourg), банка по обслуживанию крупных частных клиентов; в 1988 году была создана дочерняя компания HSBC Investment Funds (Luxembourg), которая занимается управлением активами.
В Ирландии HSBC присутствует с 1979 года; главный офис — в Дублине.
В 1985 году было открыто отделение в Испании, позже расширенное в филиал по Испании и Португалии; главный офис находится в Мадриде, есть отделения в Барселоне и Валенсии. Обслуживает только корпоративных клиентов.
В Германии HSBC присутствует с 1992 года, когда был куплен британский банк Midland Bank, которому принадлежал контрольный пакет акций немецкого банка Trinkaus & Burkhardt. С 2021 года он в полной собственности HSBC, а в 2023 году переведён в подчинение HSBC Continental Europe. Главный офис HSBC Germany — в Дюссельдорфе.
Отделение в Польше было открыто в 1990 году. В 2003 году был куплен Polski Kredyt Bank, переименованный в HSBC Bank Polska. С 2007 года в Польше размещается глобальный центр поддержки клиентов HSBC. Главный офис находится в Варшаве, отделения — в Гданьске и Катовице.
Филиал в Италии был создан в 1995 году, работает он только с корпоративными клиентами; главный офис — в Милане. В Чехии группа HSBC начала работу в мае 1997 года; главный офис в Праге. Филиал в Нидерландах был открыт в 1999 году; главный офис в Амстердаме. Филиал в Бельгии также появился в 1999 году, главный офис расположен в Брюсселе.
В 1999 году был куплен мальтийский банк Mid-Med Bank; он был основан в 1925 году как филиал Barclays, но в 1975 году был национализирован. С 2006 года на Мальте находится глобальный колл-центр группы HSBC. В 2024 году был открыт новый главный офис в Корми. Филиал на Мальте предоставляет страховые услуги и занимается управлением активами. По состоянию на 2023 год HSBC Bank Malta был вторым крупнейшим банком Мальты.